# Rhodesiella nana
Rhodesiella nana är en tvåvingeart som först beskrevs av Oswald Duda 1930.  Rhodesiella nana ingår i släktet Rhodesiella och familjen fritflugor.
Artens utbredningsområde är Sri Lanka. Inga underarter finns listade i Catalogue of Life.